# 羅焯
羅焯是香港大富豪夜總會創辦人，目前主要投資中國地產及中藥業務。其家業達百億港元，其項目包括北京同仁堂、藥廠、大型地產項目開發，他更是一名資深馬主。

## 生平
在廣州出生，六二年廿一歲時來港投靠親戚，最初只是在地盤打工，但他非常努力，三年後就儲了一筆錢，更躍躍欲試搞生意。
先是投資經營美容按摩院，其後投資夜總會再轉為投資中國地產、中藥業務。

## 名下馬匹
羅焯是香港賽馬會的會員、馬主，自1990/1991年度馬季開始馬主生涯，歷來名下馬匹包括東方不敗、笑逐顏開、建築之星、名馬（HORSE OF FAME）、新里程、祖國繁榮、如願以償、名馬（GLORY HORSIE）、綠茵福將、聰明導彈。